# Optoelektronički uređaj
Optoelektronički uređaji su sredstva za noćno motrenje i gađanje.
Optoelektronička sredstva se upotrebljavaju za motrenje na motriteljskom mjestu, kretanje u noćnim uvjetima, hodanjima, dubinskim izviđanjima, stražarskoj službi, kontroli granica, operacijama pretraživanja i spašavanja, čitanju dokumenata i zemljovida itd. Ovakve uređaje se ne smije paliti tijekom dnevnog svjetla, jer bi mogla ustupiti trajna oštećenja uređaja. Ne okretati prema suncu i drugim izvorima svjetlosti neka nije upaljen.

#### Aktivna optoelektronička sredstva
Ona pretvaraju sliku iz nevidljivog infracrvenog područja u područje vidljivo ljudskom oku. Objekt koji se želi motriti osvijetli se infracrvenim zracima s pomoću infracrvenog reflektora. Glavni nedostatak ovih uređaja je u tome što je za njihov rad potrebna velika energija, pa su teški i mogu se otkriti.
Primjenjuju se:
- IC uređaji za noćnu vožnju s dometom od 50m,
- IC uređaji za ciljanje na daljinama od 700-1000m,
- IC uređaji za motrenje noću od 1000-1500m.

#### Pasivna optoelektronička sredstva
Za svoj razvoj koriste prirodnu svjetlost noću (takozvanu bijelu svjetlost od zvijezda, mjeseca itd.).
- I generacija s aktivnim IC izvorom svjetlosti, bili su ograničenog dometa te usto nezgrapni i teški.
- II generacija je najzastupljenija vrsta uređaja kod nas. Pomoću ugrađenih pojačivača noćnu svjetlost pojačavaju od 1000-30 000 puta. To su čisti pasivni uređaji koji u sebi imaju mogućnost da se u uvjetima ekstremne noći i mraka mogu prebaciti na IC režim rada.
- III generacija za razliku od druge generacije faktor pojačavanja svjetlosti se kreće do 70 000 puta, a uređaji daju kvalitetniju sliku i imaju manju potrošnju energije.

### Vrste

#### NSP-3
NSP-3 je optoelektronički uređaj za noćno gađanje Ruske proizvodnje, napravljen za potrebe jurišne puške AK-47. Osim na toj pušci se može koristiti za ciljanje i s drugih oružja ako imaju ugrađen nosač za ovaj noćni ciljnik. Za rad koristi bijelu svjetlost.

#### ORT-5159
Ovo je pasivni uređaj za pješadijsko naoružanje i uređaj je II generacije. Zemlja porijekla ovoga uređaja je SAD, a izrađen je za potrebe Američke puške M-16. Ima optičko povećanje od 1 puta. Uređaj za rad koristi bateriju od 3V. Uređaj je tako podešen da može fokusirati od 25m pa u beskonačnost. Na uređaju se može podesiti dioptrija od -4 do +4.